# So Far So Good (álbum de The Chainsmokers)
So Far So Good es el cuarto álbum de estudio del dúo estadounidense The Chainsmokers, que fue lanzado el 13 de mayo de 2022 a través de Disruptor y Columbia Records. A diferencia de los proyectos anteriores del dúo, este álbum no presenta a ningún artista, pero incluye créditos de producción de Ian Kirkpatrick y Ethan Snoreck, y créditos de escritura de Chris Martin, Emily Warren, Faheem Najm y Akon. Tras su lanzamiento, este álbum se convirtió en un éxito comercial, debutando en el no. 1 en la lista Billboard Dance/Electronic Albums.
Este álbum fue precedido por los sencillos "High", "iPad" y "I Love U", así como el sencillo promocional "Riptide". El primero alcanzó el puesto 57 en el Billboard Hot 100, mientras que los dos últimos debutaron en el número seis y nueve en la lista Billboard Hot Dance/Electronic Songs, respectivamente.

## Antecedentes
So Far So Good comenzó justo después de la gira de 2019 de Chainsmokers, con el dúo grabando vlogs de ellos haciendo el álbum y el proceso. El proyecto se realizó en circunstancias muy diferentes a gran parte de su trabajo anterior. Mientras que el dúo a menudo construía álbumes mientras estaba de gira, lanzando una pista a la vez entre las paradas de la gira, a fines de 2019 anunciaron que iban a hacer una pausa prolongada para tener tiempo de concentrarse solo en grabar música. El proceso de producción de So Far So Good comenzó en la costa norte de Oahu, Hawái, unas semanas después de que terminara la gira World War Joy. Taggart y Pall alquilaron una casa con el productor electrónico Whethan, Ian Kirkpatrick y Emily Warren para trabajar en el álbum. El trabajo continuó durante los retiros de escritura en Joshua Tree, California, Nueva York y Londres, con el dúo ensamblando y luego descartando letras y elementos de producción cientos de veces. "Para mí, estas canciones parecen haber tardado dos años en hacerse", dijo su manager Alpert. También hicieron una entrevista con Zane Lowe en Apple Music, donde hablaron sobre los problemas de salud mental y cómo se armó el álbum.

## Lista de canciones
Todas las canciones escritas y compuestas por The Chainsmokers. 
| Edición Estándar |                               |                  |          |  |
| N.º              | Título                        | Productor(es)    | Duración |  |
| 1.               | «Riptide»                     | The Chainsmokers | 2:51     |  |
| 2.               | «High»                        | The Chainsmokers | 2:55     |  |
| 3.               | «iPad»                        | The Chainsmokers | 3:22     |  |
| 4.               | «Maradona»                    | The Chainsmokers | 3:43     |  |
| 5.               | «Solo Mission»                | The Chainsmokers | 4:25     |  |
| 6.               | «Something Different»         | The Chainsmokers | 2:34     |  |
| 7.               | «I Love U»                    | The Chainsmokers | 3:05     |  |
| 8.               | «If You're Serious»           | The Chainsmokers | 3:44     |  |
| 9.               | «Channel 1»                   | The Chainsmokers | 3:19     |  |
| 10.              | «Testing»                     | The Chainsmokers | 3:39     |  |
| 11.              | «In Too Deep»                 | The Chainsmokers | 3:14     |  |
| 12.              | «I Hope You Change Your Mind» | The Chainsmokers | 3:24     |  |
| 13.              | «Cyanide»                     | The Chainsmokers | 4:33     |  |

| Bonus Tracks |                                      |                  |          |  |
| N.º          | Título                               | Productor(es)    | Duración |  |
| 14.          | «Time Bomb»                          | The Chainsmokers | 3:23     |  |
| 15.          | «The Fall (con Ship Wrek)»           | The Chainsmokers | 3:16     |  |
| 16.          | «Why Can't You Wait (con Bob Moses)» | The Chainsmokers | 3:49     |  |

Notas
- "Riptide" cuenta con coros de Emily Warren.
- "Maradona" cuenta con coros no acreditados de Fatman Scoop.
- "In Too Deep" presenta voces no acreditadas de Chloe George.

## Posicionamiento en lista
| Lista (2022)                             | Mejor posición |
| ---------------------------------------- | -------------- |
| Austria (Ö3 Austria)                     | 59             |
| Bélgica (Ultratop flamenca)              | 96             |
| Canadá (Billboard Canadian Albums)       | 45             |
| Japón (Oricon)                           | 22             |
| Japanese Hot Albums (Billboard Japan)    | 10             |
| Reino Unido (UK Album Downloads)         | 53             |
| Estados Unidos (Billboard 200)           | 106            |
| Estados Unidos (Dance/Electronic Albums) | 1              |